# Zakkendragershuisje (Schiedam)
Het Zakkendragershuisje is een voormalig gildehuis van het zakkendragersgilde in Schiedam. Het werd in 1725 gebouwd. Het gebouw heeft een toren met bijhorende klok.

## Geschiedenis
Als er een schip binnen voer, werd deze klok geluid. Hierop begaven de zakkendragers zich naar het gildehuis. Als de mannen binnen waren werden hun namen opgeschreven op zogenaamde 'smakborden'. Daarna nam het dobbelen om werk, het zogenaamde 'smakken' een aanvang. Wie de hoogste ogen gooide had recht op werk. Het werk bestond uit het lossen van de graanschepen.
De benedenverdieping is verdeeld in de zogenaamde 'smakruimte' alwaar zich de 'smakbak' bevindt. Daarnaast is de wachtruimte alwaar de mannen bij slecht weer konden wachten tot er een schip binnenkwam en het smakken kon beginnen.
Op de eerste verdieping, bereikbaar via een steile ladder, vinden we de zogenaamde 'gildekamer'. Hier deden de voorlui hun administratie. De gildekamer is afsluitbaar met een zware deur en er is ook een heuse 'gildekist', een zware geldkist met ijzeren beslag, vastgeschroefd aan de muur. Hierin bewaarde het gilde haar geld, kasboeken en andere kostbaarheden. De rest van de eerste verdieping doet tegenwoordig dienst als eetzaal voor het naastgelegen café Sjiek. Ook heeft cineast Jan Schaper vanaf de jaren zestig tot zijn dood in 2008 het huisje als werkruimte gebruikt.
De tweede verdieping en de kapzolder werden door de zakkendragers gebruikt als opslag en werkruimte. De kapzolder geeft nog steeds toegang tot de klokkentoren, alwaar de klok hangt die geluid werd om de zakkendragers naar de smakbak te roepen. Boven op de toren staat een windvaan in de vorm van een zakkendrager.

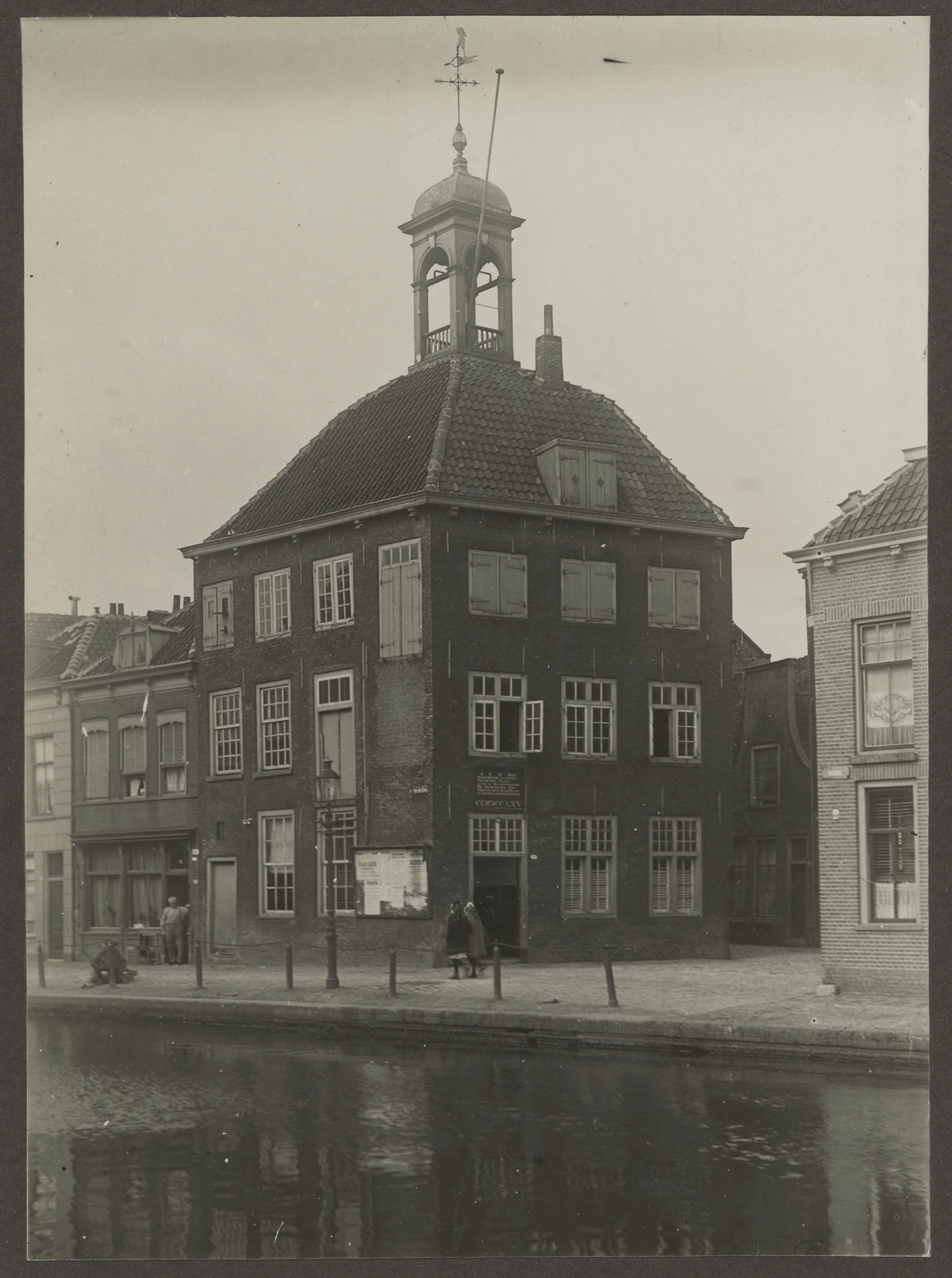
Het zakkendragershuisje in 1910
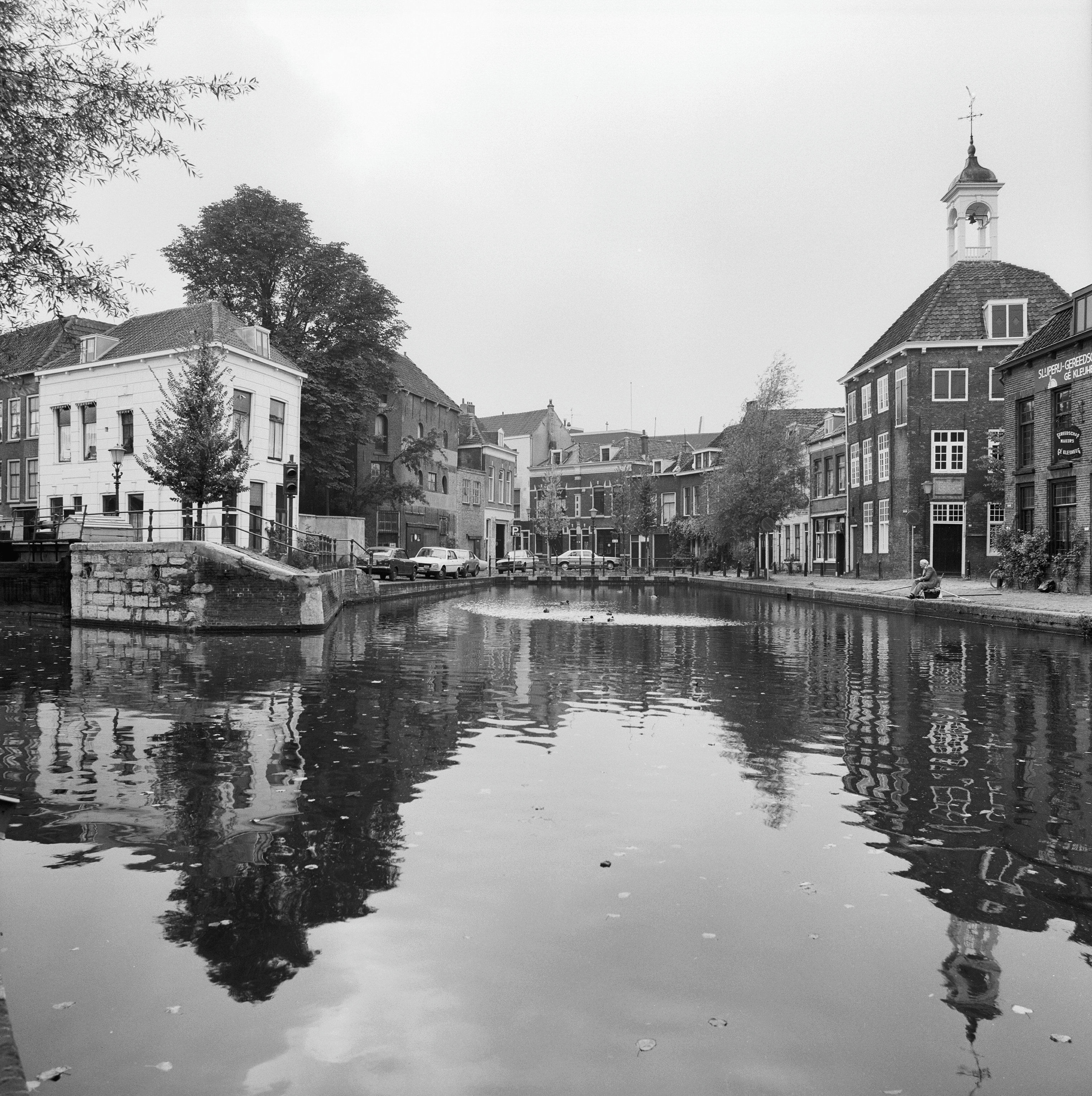
Het zakkendragershuisje, rechts op de foto, langs de Schie
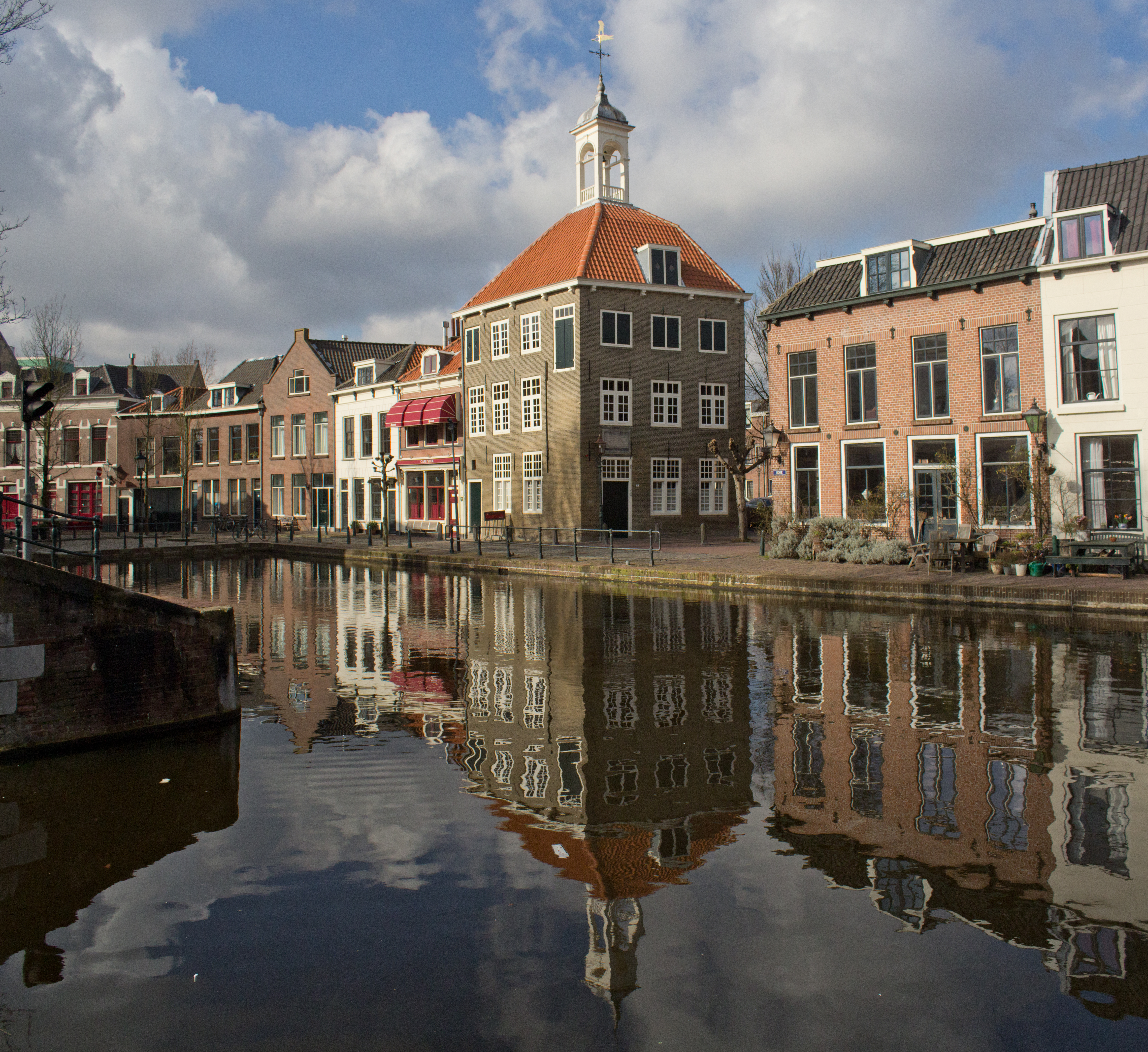
Het huisje in 2015
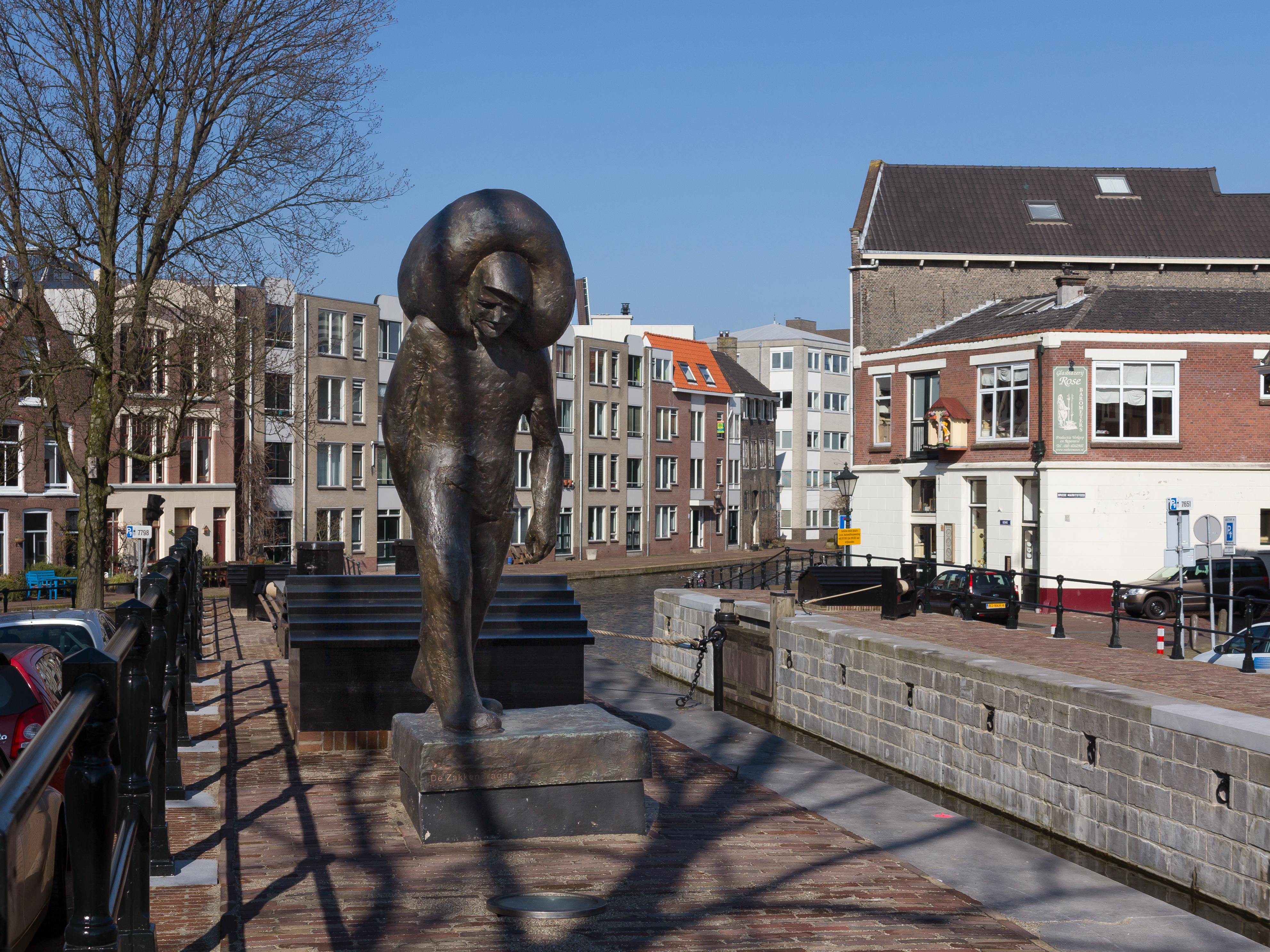
Sculptuur: de Zakkendrager